# Gilad Hekselman

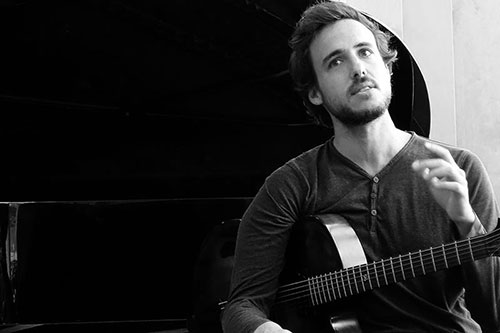
Gilad Hekselman (2015)

Gilad Hekselman (* 3. Februar 1983 in Kfar Saba) ist ein israelischer, in den Vereinigten Staaten arbeitender Jazzgitarrist, Komponist und Bandleader.

## Leben und Wirken
Hekselman wuchs in Alfey Menashe auf; er spielte ab sechs Jahren Klavier, ab neun Gitarre. In seiner frühen Jugend trat er im israelischen Kinderkanal auf, wo ihn befreundete Musiker mit Jazzmusik vertraut machten. Nach Abschluss der Thelma Yellin High School of the Arts zog er nach New York, wo er ab 2004 Jazz und Zeitgenössische Musik an The New School studierte, außerdem klassische nordindische Musik bei dem Sarod-Spieler Sanjay Sharma. Daneben trat er regelmäßig im Jazzclub Smalls auf und legte 2006 sein Debütalbum Split Life vor, das er mit dem Bassisten Joe Martin und dem Schlagzeuger Ari Hoenig aufgenommen hatte. 2006 gastierte er mit seinem Trio auf dem Jazz Festival Montreux; im selben Jahr begann die Zusammenarbeit mit Mark Turner. Er spielte außerdem mit Petros Klampanis, Jean-Michel Pilc, Nikoletta Szőke, Lilly-Ann Hertzman und Rory Stuart. 2021 leitet Hekselman ein Trio mit Joe Martin und Obed Calvaire. Hekselman lebt in Brooklyn.
Ben Ratliff, ein Jazzkritiker der New York Times, hörte in Hekselmans Spiel Anklänge an Pat Metheny und John Scofield und bescheinigte ihm das ganz eigene Talent, Melodien zu finden, „die bleiben“.

## Diskographische Hinweise
- Split Life (Smalls Records, 2006), mit Joe Martin und Ari Hoenig
- Words Unspoken (LateSet Records, 2008), mit Joe Martin, Marcus Gilmore und Joel Frahm
- Hearts Wide Open (Le Chant du Monde, 2011), mit Mark Turner, Joe Martin und Marcus Gilmore
- This Just In (JazzVillage/Harmonia Mundi, 2013), mit Mark Turner, Joe Martin und Marcus Gilmore
- Homes (JazzVillage/Harmonia Mundi, 2015), mit Joe Martin (Bass), Jeff Ballard und Marcus Gilmore (Drums) sowie Katie Lower (Voice)
- Ask For Chaos (Motéma Music, Hexophonic Music, 2018), mit Rick Rosato, Aaron Parks, Jonathan Pinson, Kush Abadey, Duncan Wickel, Petros Klampanis
- Will Vinson, Gilad Hekselman, Antonio Sánchez: Trio Grande (2020)
- Far Star (2022), u. a. mit Eric Harland, Shai Maestro, Ziv Ravitz
- Downhill from Here (2025), mit Larry Grenadier, Marcus Gilmore